# Comuna Prîiut, Novoukraiinka
Prîiut (în ucraineană Приют) este o comună în raionul Novoukraiinka, regiunea Kirovohrad, Ucraina, formată din satele Kulîkova Balka, Prîiut (reședința) și Viunkî.

## Demografie
Componența lingvistică a comunei Prîiut
     Ucraineană (93,02%)
     Rusă (3,32%)
     Română (2,62%)
Conform recensământului din 2001, majoritatea populației comunei Prîiut era vorbitoare de ucraineană (93,02%), existând în minoritate și vorbitori de rusă (3,32%) și română (2,62%).